# Wilhelm-Raabe-Schule (Bremerhaven)
Die Wilhelm-Raabe-Schule in Bremerhaven-Geestemünde ist ein Schulzentrum der Sekundarstufe I (Klassenstufe 5 bis 10). Sie hat einen Gymnasialzweig und einen Sekundarschulzweig, in dem die Schüler entweder den Mittleren Schulabschluss oder die Berufsbildungsreife erlangen können. Seit dem Schuljahr 2011/12 ist die Wilhelm-Raabe-Schule eine Oberschule. Den Namen erhielt die Schule in der Nachkriegszeit in Deutschland nach Wilhelm Raabe, einem der wichtigsten Vertreter des literarischen Realismus.
Das Bauwerk wurde 2010 unter Bremer Denkmalschutz gestellt.

## Baugeschichte
Im alten Bremerhaven hatte es mit der Realschule von 1858 nur eine höhere Schule gegeben. Vergeblich hofften die Hafenorte auf eine gemeinsame Gymnasialschule. So entschloss sich Geestemünde mit seinen damals nur 4.000 Einwohnern ein eigenes Progymnasium zu errichten. Am 29. April 1878 wurde es im früheren Gebäude des Amtsgerichts in der Bülowstraße eröffnet. Hugo Holstein war bis 1885 Rektor. Schon in den ersten Jahren übertraf der Zulauf alle Erwartungen. Als Bremerhaven 1882 sein Realgymnasium in ein Vollgymnasium umwandelte, sanken die Schülerzahlen der Geestemünder Schule. Deshalb wurde sie 1885 in eine lateinlose Realschule umgewandelt.
1887 trat der „Geestemünder Lehrplan“ in Kraft, der Englisch als erste Fremdsprache vorsah, das erste Mal an einer öffentlichen Schule in Deutschland. Da die Räume zu klein und zu dunkel waren, verlegte die Schule 1889 in die Schulstraße. 1904 wurde ein Reformrealgymnasium angegliedert. Bald wieder zu klein, musste ein Neubau erstellt werden.

Neubau von 1908

Am 22. September 1906 war der Baubeginn für den Schulneubau am Hohenzollern-Ring (heute Friedrich-Ebert-Straße), der vom Stadtbaumeister Karl von Zobel geplant und durch den Bauleiter Niemeyer ausgeführt wurde. Das mehrflügelige, stattliche und malerische Gebäude im Reformstil der Zeit erhielt Elemente des Historismus und des zeitgenössischen Jugendstils.
Sichtmauerwerk wechselt mit hell geputzten Flächen; hier ein Stilmittel der Neugotik. Die sanften Formen der Gliederung lassen den Einfluss des Jugendstils erkennen. Insgesamt kann das Gebäude durch seine unterschiedlichen Stilelemente als ein eklektizistischer Bau angesehen werden, der Wohlstand als auch den künstlerischen Aufbruch der damaligen Zeit repräsentiert.
Am 23. April 1908 wurde die Schule eingeweiht, und 1910 konnten die ersten Abiturienten die Schule verlassen.
1939 wurde ein Zeichensaal im Dachgeschoss eingerichtet. Die Turnhalle wurde noch im März 1945 als Behelfs-Filmtheater umgebaut. Betreiber des Kinos war der Eigentümer des Modernen Theaters in Geestemünde. 1961 erfolgte ein Erweiterungsbau für die Schule. 1969 wurde die „baufällige“ Turmanlage abgerissen, da der Stadt der hohe Kostenaufwand für die Instandsetzungsarbeiten unvertretbar erschien.
Die drei Medaillons über dem Haupteingang mit Anker und Merkurstab / Heroldstab (links), Eule (in der Mitte) und Zahnrad und Zirkel (rechts) versinnbildlichen die Bereiche Schifffahrt und Handel, Wissenschaft sowie Technik und Handwerk. Markant ist das Sonnenmotiv im Jugendstil am Ziergiebel des Westflügels. Über dem Eingang zur Aula stand (oder steht) das Motto der Schule: „Litteris, patriae, deo!“ (der Wissenschaft, dem Vaterland, Gott). Die Wetterfahne mit dem züchtigenden Lehrer musste nach Protest der Eltern ausgewechselt werden. Im Inneren des Gebäudes beeindruckt vor allem das große, reich gestaltete Treppenhaus, dessen Figuren und Verzierungen farbig abgesetzt sind.

## Schulnutzung

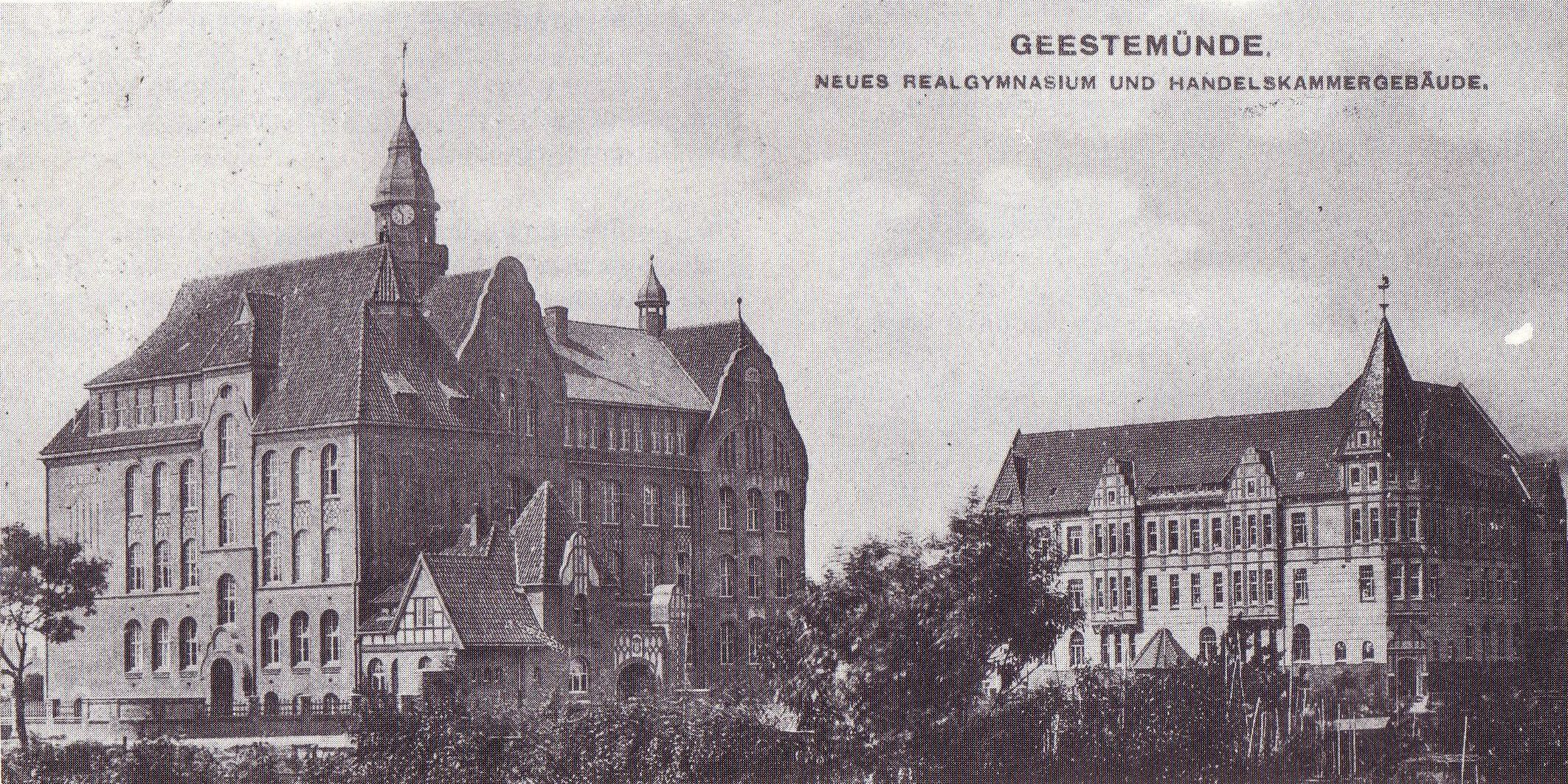
Gebäude (1915)

1904 wurde in Geestemünde ein Reformgymnasium (Gymnasien ohne Latein als erste Fremdsprache) gegründet und räumlich dem Gymnasium von 1882 an der Schulstraße angegliedert. 1908 bezog das Reformgymnasium sein eigenes Schulgebäude am Hohenzollern-Ring.
In den 1920er Jahren wurde die sechsklassige Vorschule abgebaut. Mit der Preußischen Schulreform wurde der Lateinunterricht reduziert. Zugunsten des Bremerhavener Gymnasiums wurde das 1926 hinzugekommene Realgymnasium nach zwei Jahren aufgegeben.
1937 erhielten durch Erlass des Reichsministers für Wissenschaft, Erziehung und Volksbildung die Gymnasien im Reich die einheitliche Bezeichnung Oberschule. 1939 wurde die bremische Stadt Bremerhaven in die (sie landseitig umgebende) preußische Stadt Wesermünde eingegliedert. 1941 musste das Schulhaus aufgegeben und der Kreisleitung der NSDAP als Dienstgebäude überlassen werden. Es diente auch dem Luftschutz und der Unterbringung des Sicherheitsdienstes.
Nach dem Zweiten Weltkrieg wurde der Schulbetrieb am 23. Oktober 1945 wieder aufgenommen. Kriegsteilnehmer konnten in Lehrgängen die volle Universitätsreife erlangen. Am 12. Dezember 1945 wurde die Schule als Realgymnasium mit einem humanistischen Zweig wiedereröffnet. Dieser gymnasiale Zweig übernahm die Tradition des alten Bremerhavener Gymnasiums, der Bürgermeister-Smidt-Schule.
Durch eine Verordnung der britischen Militärregierung vom 31. Dezember 1946 wurde der Stadtkreis Wesermünde in die zur Freien Hansestadt Bremen gehörende Stadt Bremerhaven eingegliedert. Die erste Stadtverordnetenversammlung konstituierte sich in der Aula der Schule. Am 20. März 1950 gab ihr das Lehrerkollegium den Namen von Wilhelm Raabe. Neben den Oberstudiendirektor trat ein Rektor. Die Koedukation wurde eingeführt.
1957 wurden die Zweige in Hauptschule, Mittelschule (später Realschule) und Gymnasium gegliedert. Das Gymnasium begann mit der 5. Klasse und verlangte in den ersten Jahren eine Aufnahmeprüfung.
Als Bremerhaven 1961 eine Partnerschaft mit dem polnischen Elbląg (dem ehemaligen westpreußischen Elbing) eingegangen war, feierte die Schule die Übernahme ihrer Patenschaft für alle Elbinger Schulen. Seither hing am Schuleingang das Elbinger neben dem Bremerhavener Wappen.
1962/63 wurden die alte Sextaner-Baracke an der Hohenstaufenstraße, die Schulhofmauer und der Pavillon, später auch die beiden charakteristischen Türme abgerissen.
Die Umstellung des Schuljahresbeginns auf den 1. August brachte 1966 zwei Kurzschuljahre. Die Schülerzahl nahm stark zu. Das Gymnasium hatte 23 Klassen mit 659 Schülern, die Realschule fünf Klassen mit 169 Schülern und die Hauptschule neun Klassen mit 247 Schülern.
Zu Beginn des Schuljahres 1974/1975 wurden die Oberstufen von fünf der sechs Bremerhavener Gymnasien zusammengelegt. Nur die Wilhelm-Raabe-Schule durfte ihre 11. Klassen noch bis zum Abitur durchlaufen lassen. 1977/1978 hatte die Schule 49 Klassen mit 1.465 Schülern, d. h. durchschnittlich 30 Schüler bei neun Wanderklassen. Das bis dahin einzige altsprachliche Gymnasium Bremerhavens lief aus, wobei die Wilhelm-Raabe-Schule nach wie vor das Fach Latein anbietet. Eine Orientierungsstufe wurde eingeführt.

## Heutiges Schulzentrum

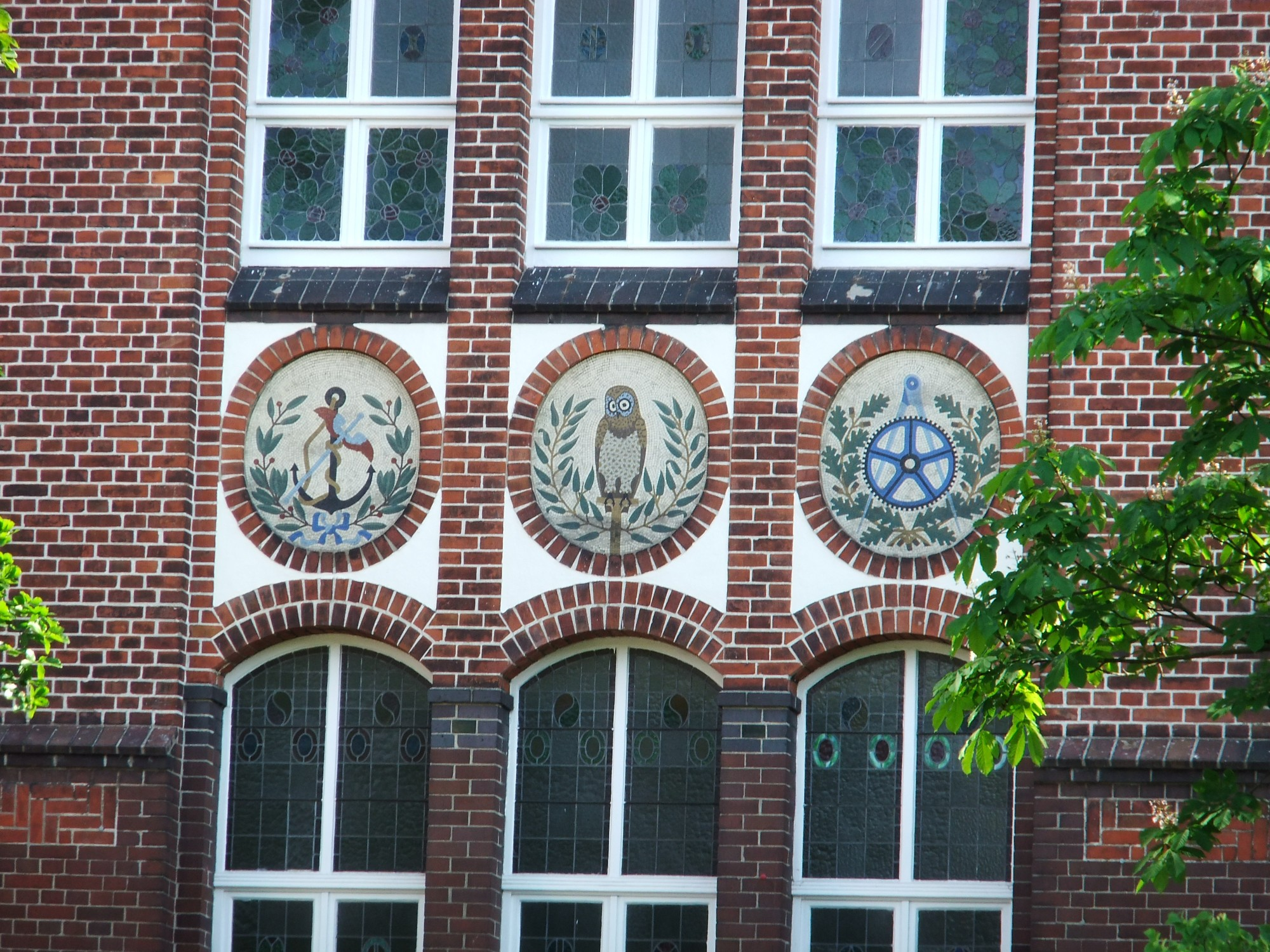
Medaillons

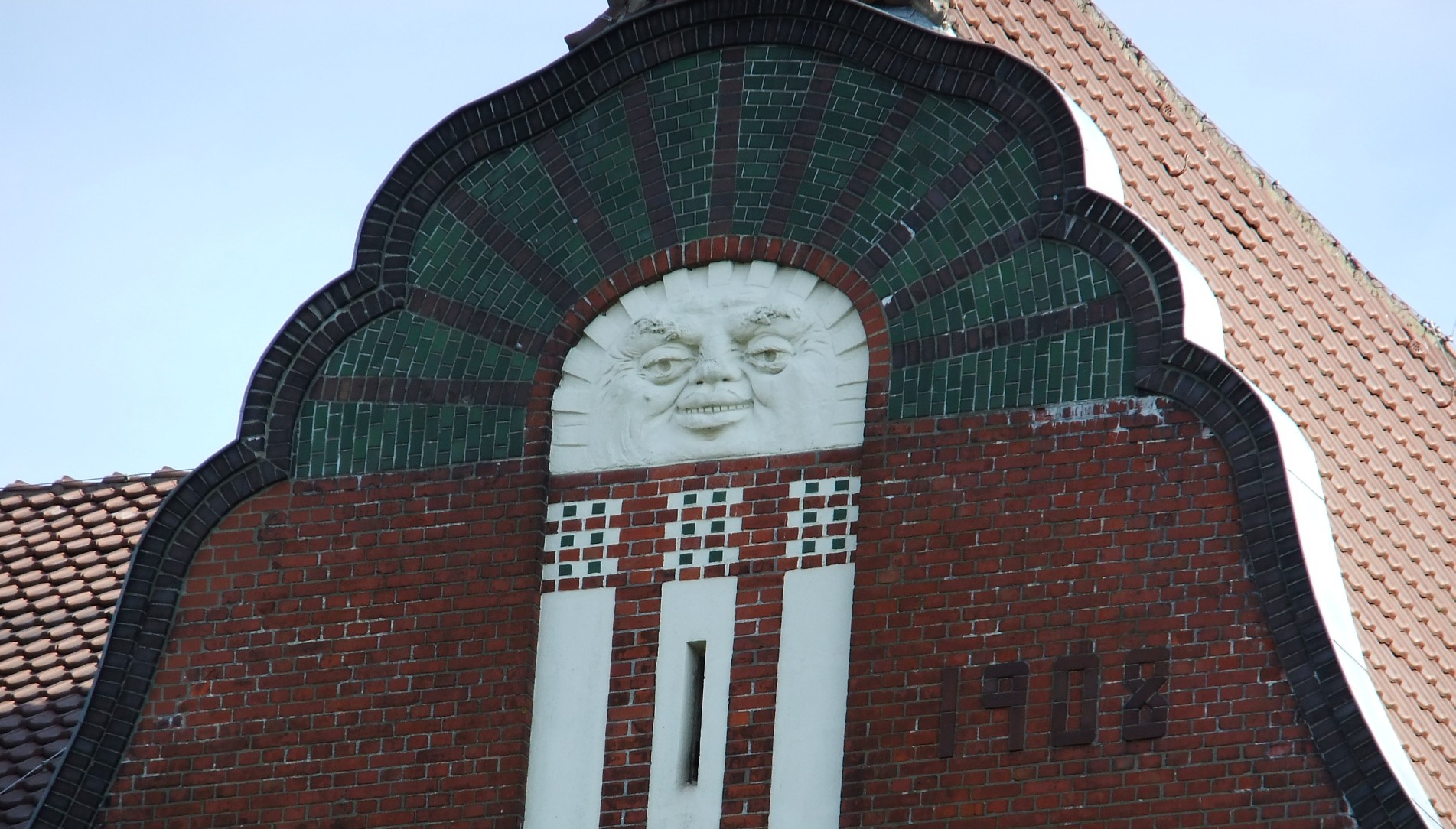
Jugendstilsonne

Die Wilhelm-Raabe-Schule wurde nach 1977/78 zu einem Schulzentrum der Sekundarstufe I (Klassenstufe 5–10) umgewandelt.
Abteilungen
Orientierungsstufe, Klasse 5–6
Gymnasium, Klassen 7–10
Hauptschule, Klassen 7–10
Realschule, Klassen 7–10
Ab dem Schuljahr 2004/05
Gymnasium, Klassen 5–9
Sekundarschule, Klassen 5–8
BBR (Berufsbildungsreife), Klassen 9 und 10
MSA (Mittlerer Schulabschluss), Klassen 9 und 10
Ab dem Schuljahr 2011/12
Oberschule, Klassen 5–10
Die Schüler aller Abteilungen verlassen die Schule zurzeit nach der 10. Klasse; lediglich die Schüler der Gymnasialklassen, die nach dem neuen Modell des Abiturs nach 12 Jahren erwerben können, verlassen die Schule bereits nach dem 9. Schuljahr.

## Schulleitung

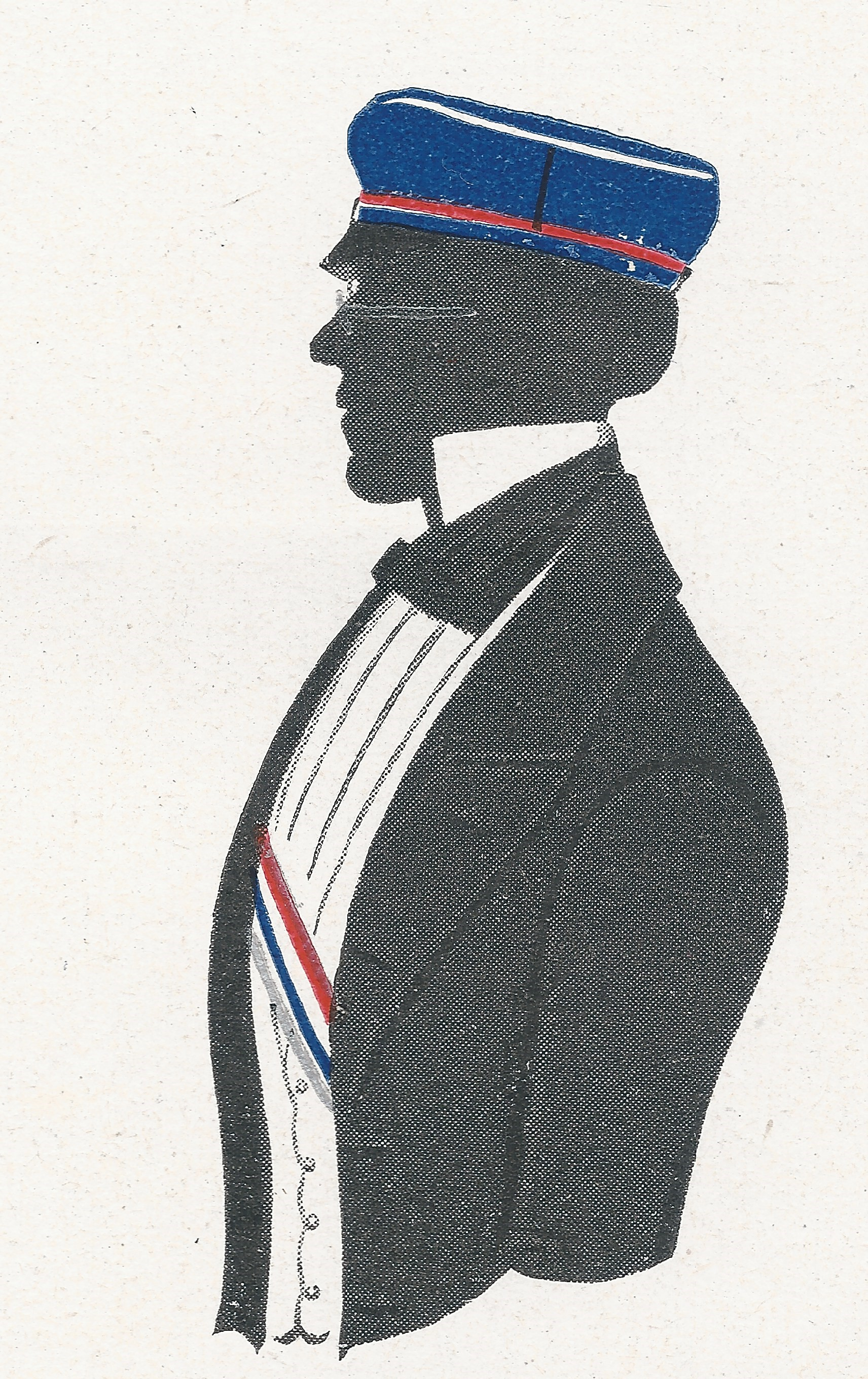
Hugo Holstein

Schulleiter im 19. Jahrhundert
1878–1885: Hugo Holstein, Progymnasium
1885–1910: Georg Eilker, bis 1904 Realschule
Direktoren (Schulleiter)
1910–1912: Woldemar Haynel
1912–1928: Ernst Lemcke
1928–1929: Paul Schübeler
1929–1941: Karlaugust Strate
1941–1947: Moritz Waje
1947–1959: Hermann Randermann
1959–1975: Heinz Rogge
1975–1983: Theodor Meyerholz
1983–2003: Werner Ihnen
2004–2006: Hans Klaustermeyer
2006–2010: Joachim Schlegel
2010–2014: Dierk Buscher
2014–2016: Matthias Schmuhl
2016–2017 stellv. Schulleiter & ZUP Leitung (übergangsweise)
aktuell: Stefanie Müller
Stellvertretende Schulleiter (Rektoren)
1950–1963: Erich Manske
1963–1964: Heinz Diedrich
1964–1973: Adolf-Walter Schmidt
1973–1979: Helmut Klatt
1979–1983: Werner Ihnen
1983–2006: Joachim Schlegel
2006–2010: Dierk Buscher
2010–2014: Matthias Schmuhl
Aktuell: Stefan Bechheim

## Lehrer
- Karl-Wilhelm Blumberg – Latein, Griechisch
- Herbert Brust – Musiklehrer 1947–1950, Schöpfer des Ostpreußenliedes
- Martin Eisenschmidt – Latein, Griechisch[7]
- Wilhelm Feise, Philologe
- Kurt Meyer – Deutsch, Geschichte
- Rudolf Roßberg (1910–1982) – Philosophie, Physik, Mathematik[A 1][8]
- Paul Kunze – Kunst
- Werner Steinmeier und Walter Nordmann waren feste Größen im Bremerhavener Musikleben. Sie  leiteten Chor und Orchester der Schule. Viele Schüler sangen in der Stadtkantorei, in Kirchenchören, im Bach-Chor und im Opernchor des Stadttheaters.
- Wolfgang Rapp und Alfred Kunst brachten über das Laienspiel viele Schüler zum Theater.[9]
- Heinz Aulfes, Studiendirektor für Geschichte und Politik, Mitglied der Bremischen Bürgerschaft (SPD)
- Gerhard Junge (1922–2016) – Französisch, Deutsch[10]
- Rudolf Korth (1926–1996) war der Theater- und Literaturkritiker der Stadt. Die Philosophische Gesellschaft Bremerhaven ehrte ihn mit einer Gedächtnisveranstaltung.[11][12]

## Schüler

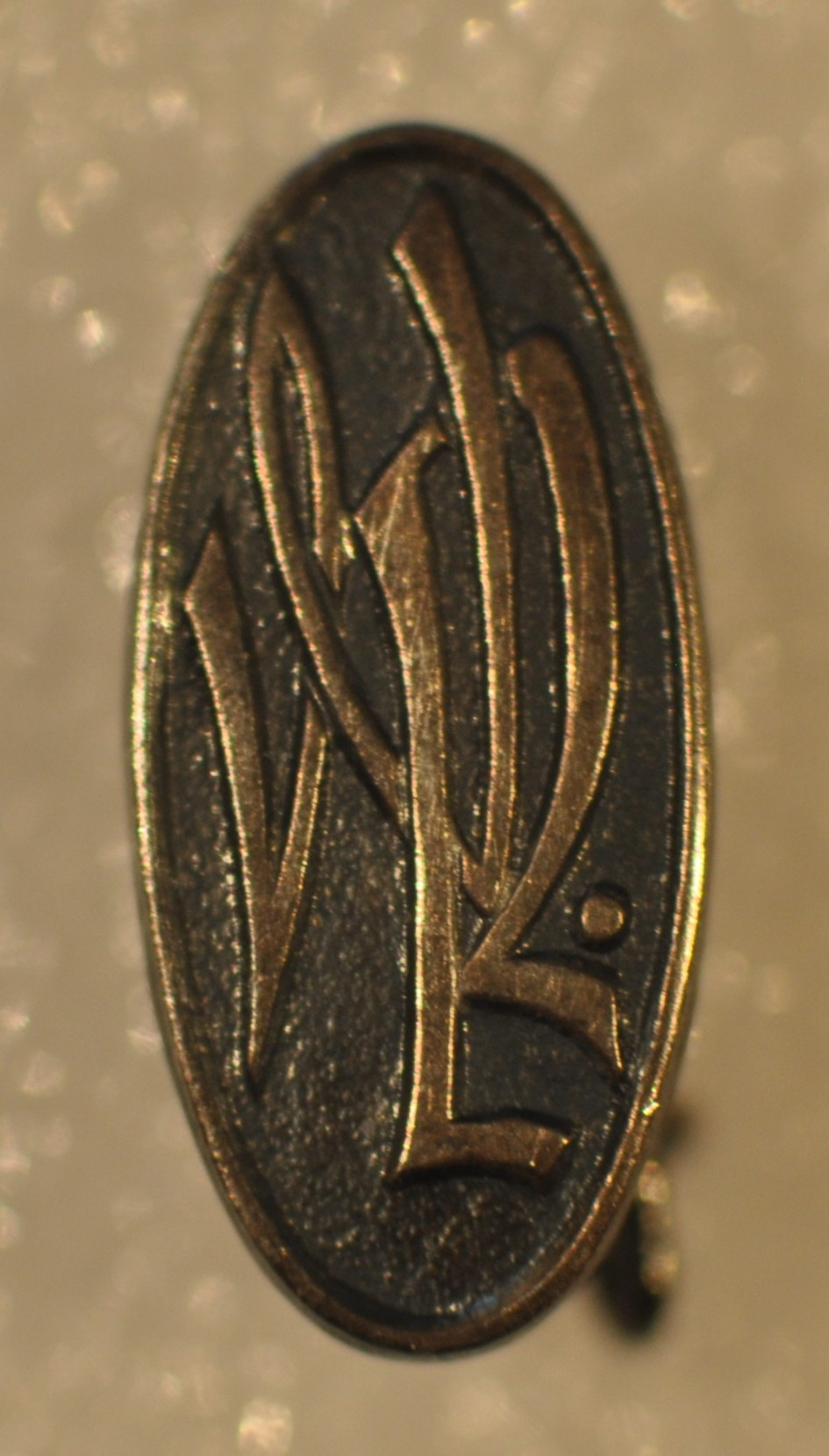
Anstecknadel

- Arnold Fricke (1913–1986) o. Prof. für Mathematik und Didaktik an der TU Braunschweig
- Georg Claussen (1877–1944), Schiffbauer, Direktor der Tecklenborg-Werft
- Otto Höver (1889–1963), Kunsthistoriker, Schriftsteller und Stadtbibliothekar in Bremerhaven
- August Dierks (1899–1983), Mitbegründer des Deutschen Schiffahrtsmuseums
- Rolf Speckmann (1918–1995), Sparkassendirektor, FDP-Politiker, Bremer Senator
- Fritz Reichert-Facilides (1929–2003), Rechtswissenschaftler
- Heinrich Egon Hansen (1930–1996), Lehrer, Schulrat und Heimatkundler
- Artur Beneken (* 1939), Stadtverordnetenvorsteher von Bremerhaven (1999–2015)[13]
- Manfred Ernst (* 1943), Jurist und Historiker, Ehrenbürger der Stadt Bremerhaven
- Jörn Merkert (1946–2025), Kunsthistoriker
- Rüdiger Döhler (1948–2022), Orthopäde und Chirurg
- Bernd-Rüdiger Kern (* 1949), Rechtswissenschaftler in Leipzig
- Uwe Lissau (* 1952), Amtsgerichtspräsident
- Jörg Schulz (* 1953), Oberbürgermeister, Rechtsanwalt, Staatsrat[14]
- Dieter Riemer (* 1955), Rechtsanwalt, Notar, Historiker
- Wolfgang Rabbel (* 1957), Geophysiker
- Michael Dittrich (1957–2022), Filmemacher, Buchautor, Moderator, Sportjournalist
- Thomas Röwekamp (* 1966), Senator und Bürgermeister, Rechtsanwalt[15]

## Musik auf Tonträgern
- Kinderchor. Jugendchor. Orchester. (Schallplatte) Lorby-Schallplatten, 1988
- Mädchenchor und Orchester der Wilhelm-Raabe-Schule Bremerhaven. (Kompaktkassette) Landshut, 1996